# Laura Lavieri
Laura Lavieri é uma cantora brasileira. É filha do músico Rodrigo Rodrigues, morto em 6 de abril de 2005, aos 44 anos, após dois anos de luta contra a leucemia.
Começou a carreira cantando ao lado de Marcelo Jeneci, participando de seus dois primeiros discos, Feito pra Acabar (2010), e De Graça (2013). Em 2016, lançou seu primeiro single, "Quando Alguém Vai Embora", ao lado do músico e produtor carioca Diogo Strausz.
Participou do disco-tributo Mulheres de Péricles, com composições de Péricles Cavalcanti, ao lado de artistas como Anelis Assumpção, Tulipa Ruiz, Ava Rocha, Serena Assumpção, Karina Buhr e Juliana Perdigão.
Em 2018, lançou o disco Desastre Solar, produzido por Diogo Strausz, tendo sucesso com sua interpretação da música "Deixa Acontecer", sucesso do conjunto de pagode Grupo Revelação. O disco foi considerado um dos 25 melhores álbuns brasileiros do segundo semestre de 2018 pela Associação Paulista de Críticos de Arte.
Em 2019, lançou o single "Vou Recomeçar", ao lado da banda carioca Oruã.

## Discografia
| Ano  | Título                                                    |
| ---- | --------------------------------------------------------- |
| 2016 | Quando Alguém Vai Embora (Single)                         |
| 2017 | Homem Pássaro - Ao Vivo nos 4 anos de Escritório (Single) |
| 2018 | Desastre solar                                            |
| 2019 | Vou Recomeçar (Single)                                    |